# Lytorhynchus paradoxus
Espèce
Synonymes
- Acontiophis paradoxa Günther, 1875

Lytorhynchus paradoxus est une espèce de serpent de la famille des Colubridae.

## Répartition
Cette espèce se rencontre au Pakistan et au Rajasthan en Inde.

## Description
Dans sa description Günther indique que le spécimen en sa possession mesure 32 cm dont 4 cm pour la queue.

## Publication originale
- Günther, 1875 : Second Report on Collections of Indian Reptiles obtained by the British Museum. Proceedings of the Zoological Society of London, vol. 1875, p. 224-234 (texte intégral).